# Valley Glen
Valley Glen ist ein Stadtteil der US-amerikanischen Millionenstadt Los Angeles. Der Stadtteil ist ein Vorort und Standort eines College.

## Lage
Valley Glen gehört zu den Suburbs von Los Angeles. und liegt im San Fernando Valley. Der Stadtteil grenzt im Norden an Panorama City und Sun Valley, im Osten wird es durch den Hollywood Freeway von North Hollywood und Valley Village getrennt, im Süden grenzt es entlang des Burbank Boulevard an Sherman Oaks, und im Westen an Van Nuys. Es wird vom Tujunga Wash durchflossen.

## Bevölkerung
Laut der Volkszählung im Jahre 2000 lebten in Valley Glen seinerzeit 59.230 Personen,
2008 waren es nach Schätzungen der Stadt Los Angeles 62.846 Menschen. 45,2 % der Bewohner waren Latinos, 39,5 % Weiße.
Ein relativ großer Anteil für das Los Angeles County (49 %) wurde im Ausland geboren. Die durchschnittliche Haushaltsgröße beträgt 2,9 Personen. Das Medianhaushalteinkommen betrug 2008 $ 46.175. 62,9 % der Haushalte lebten zur Miete.

## Geschichte
Das heutige Valley Glen war ursprünglich ein Teil von North Hollywood. Das ursprünglich ländliche Gebiet zog Menschen mit der Niederlassung von Filmstudios im San Fernando Valley an. Der Zuzug verstärkte sich durch den Boom der sich ebenfalls im San Fernando Valley ansiedelnden Luftfahrtindustrie während des II. Weltkrieges. In dieser Zeit wurde auch die erste Synagoge im Valley auf einem als Valley Glen bekannten Landstück gegründet.
Um dem Bedürfnis der gewachsenen Bevölkerung des San Fernando Valleys entgegenzukommen, wurde 1949 das Los Angeles Valley College gegründet, das 1951 dann den heutigen Campus im jetzigen Valley Glen bezog. 1968 wurde North Hollywood durch den Bau des Hollywood Freeway gespalten, das jetzige Valley Glen war nun vom übrigen North Hollywood getrennt.
Es kam schließlich zu einer Volksabstimmung, das abgetrennte Gebiet nach der alten jüdischen Gemeinde Valley Glen zu nennen. Dem schloss sich auch ein östlicher Teil von Van Nuys an. 2004 erkannte die Stadt Los Angeles das jetzige Valley Glen als eigenständigen Stadtteil an.

## Bildung

### Öffentliche Schulen

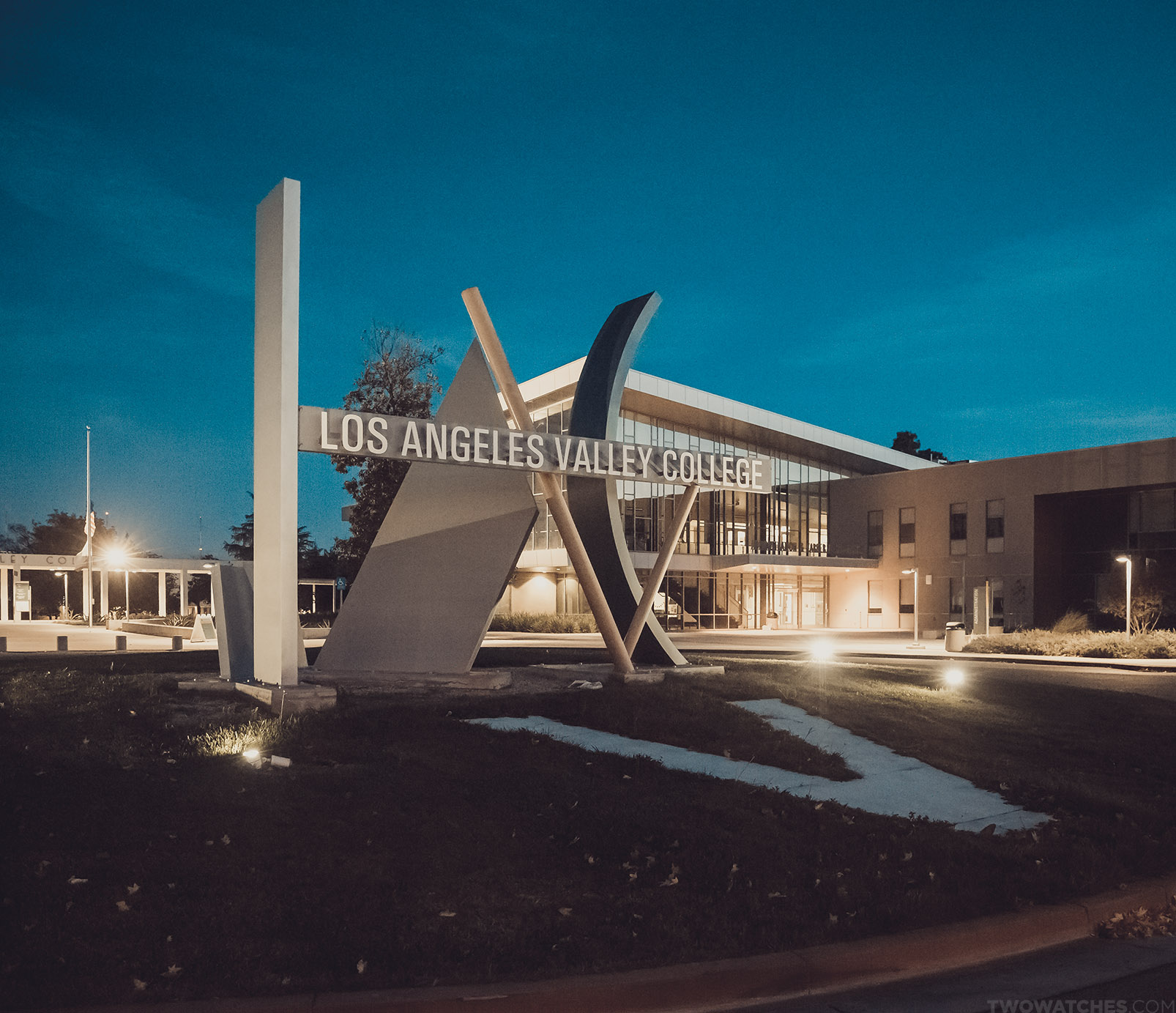
Eingang zum Campus des Los Angeles Valley College.

Valley Glen ist Standort des Los Angeles Valley College. Es handelt sich um ein sogenanntes Community College. In unmittelbarer Nachbarschaft zum Campus des College ist der Standort der Ulysses S. Grant High School. Neben dieser öffentlichen High School ist Valley Glen Standort der James Madison Middle School und von vier öffentlichen Grundschulen.

### Privatschulen
Valley Glen ist der Standort einer die Klassenstufen 2 bis 12 abdeckenden Privatschule und von vier Grundschulen in privater Trägerschaft.

## Sehenswürdigkeiten

Great Wall of Los Angeles.

Entlang des Flutbeckens des Tujunga Wash an der Ostgrenze des Los Angeles Valley College befindet sich das Wandbild Great Wall of Los Angeles.
Unmittelbar nördlich des Wandbilds erstreckt sich der Wanderpfad des Tujunga Green Way.
Im College befindet sich ein 1975 eröffnetes Museum zur Geschichte des San Fernando Valley, das Los Angeles Valley College Historical Museum.

## Söhne und Töchter
- Mary Chieffo (* 1992), Schauspielerin